# Bromma
För andra betydelser, se Bromma (olika betydelser).

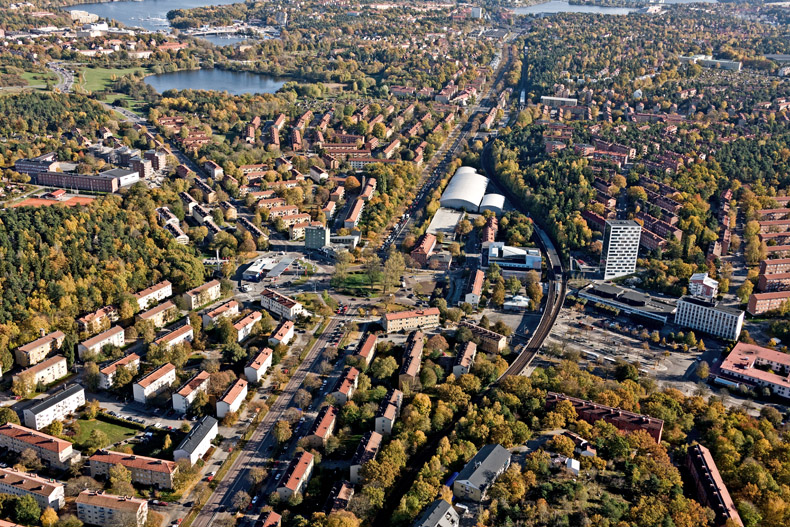
Brommaplan från luften 2010. Vy österut med Lillsjön i bakgrunden till vänster.

Bromma (uttalas bråmm-a; även kallat Brommalandet) är en närförort inom Västerort i Stockholms kommun som utmärks bland annat av sin trädgårdsstad, läget nära Stockholms innerstad och närheten till Mälaren samt flera naturreservat. 
Bromma var en socken i Uppland, Bromma socken som inkorporerades i Stockholms stad 1916. I Stockholms stad återfanns sedan området som Bromma församling men däri även Essingeöarna ingick till 1955. Sedan 1999 motsvarar Bromma ungefär de stadsdelar som ingår i Bromma stadsdelsområde (där dock Blackeberg före 1951 inte tillhörde församlingen/socknen). 
Bromma gränsar till Kungsholmen i öster, Mälaren och Kärsön i söder, Grimsta naturreservat i väster och Spånga, Sundbyberg och Solna i norr. 

## Etymologi

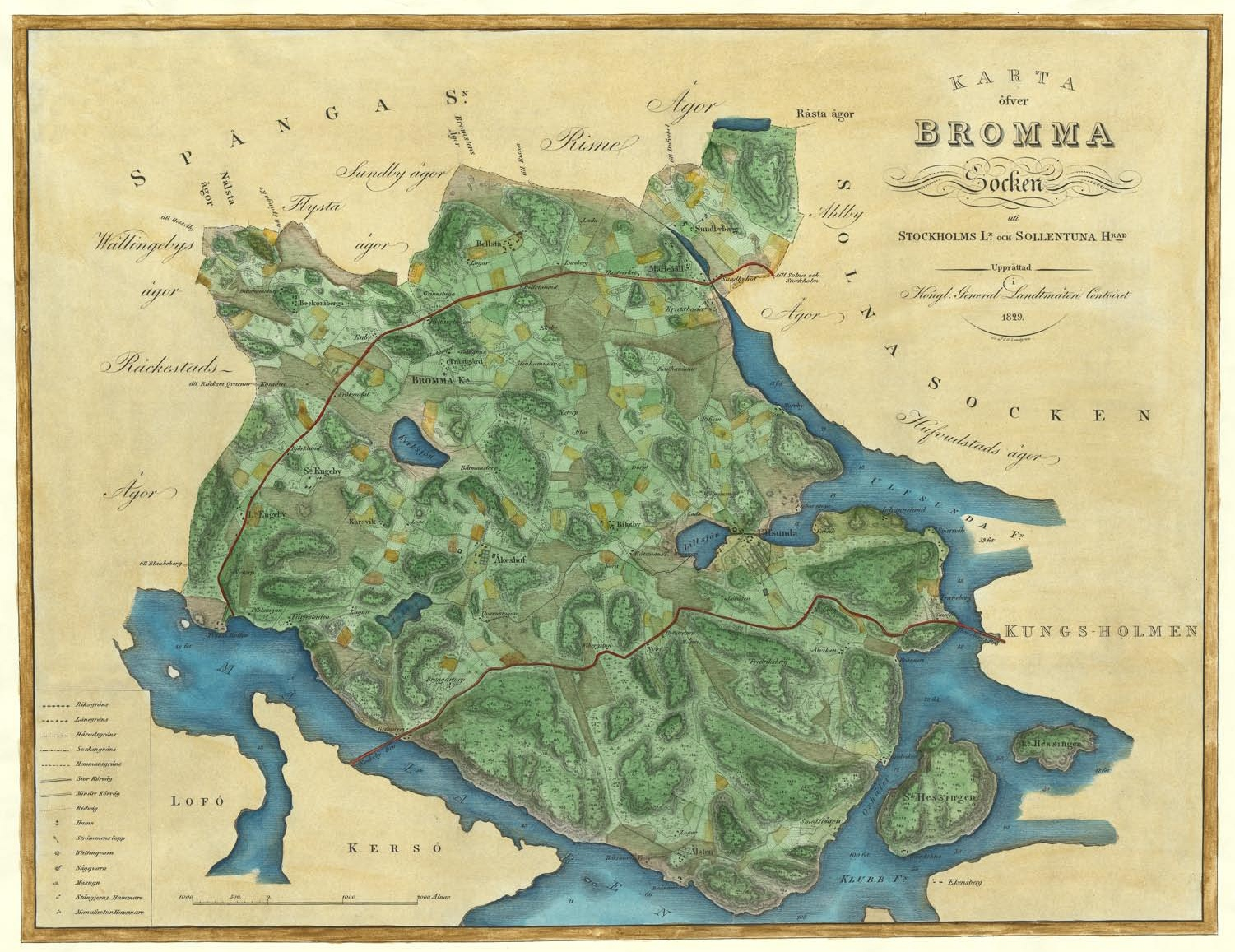
Kongl. General Landtmäteri Contoirets karta över Bromma socken från 1829.

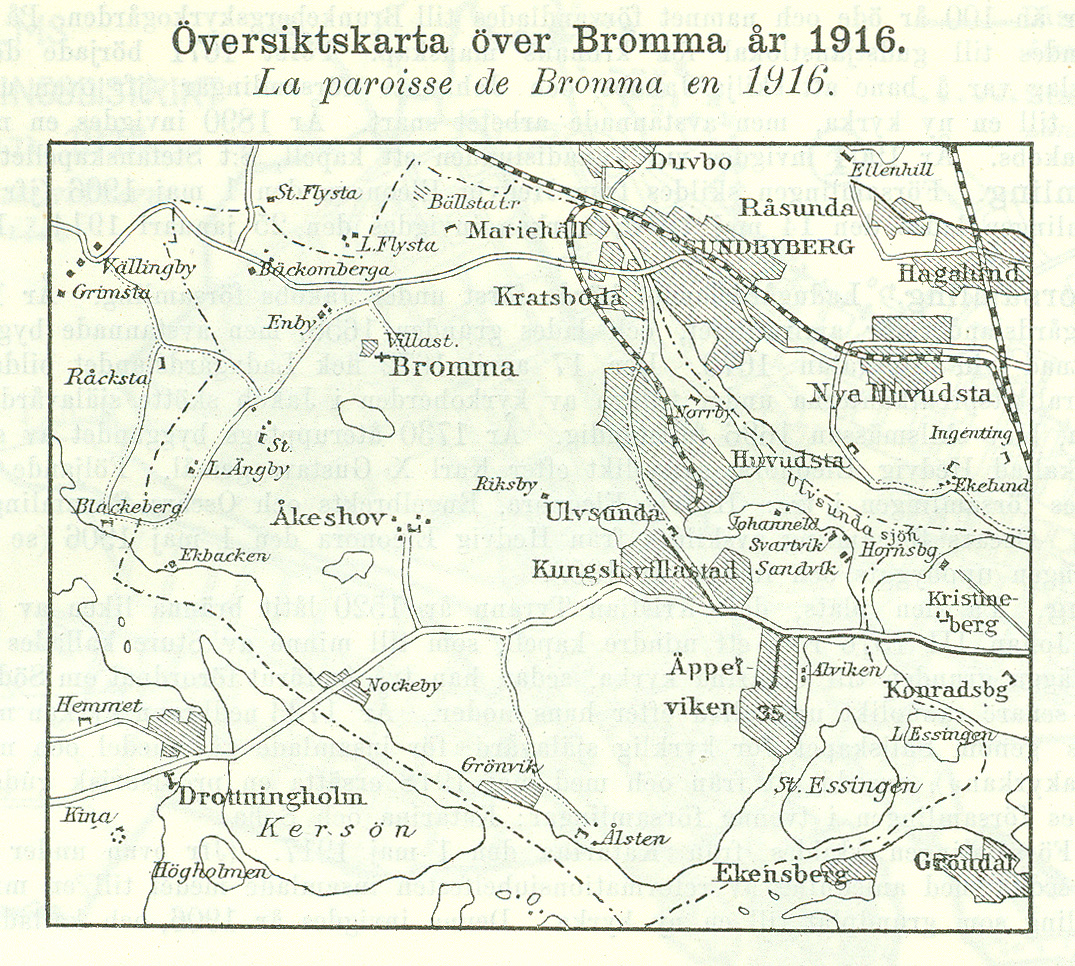
Bromma kommun inkorporerades i Stockholms stad 1916.

Man antar att Bromma ursprungligen var namnet på den by på vars mark Bromma kyrka byggdes under senare delen av 1100-talet.
Ortnamnet Bromma härstammar enligt en teori från brom eller brum, som betyder ’knopp’, ’växtskott’, ’agnar’, ’något utstickande’ eller ’framskjutande’. Troligen har ordet använts för att beteckna den skogshöjd, som här en gång skjutit fram mot en forntida vik. Enligt en annan teori kommer ordet från bruset från en fors i en älv som rann ut i Bällstaviken.

## Historia

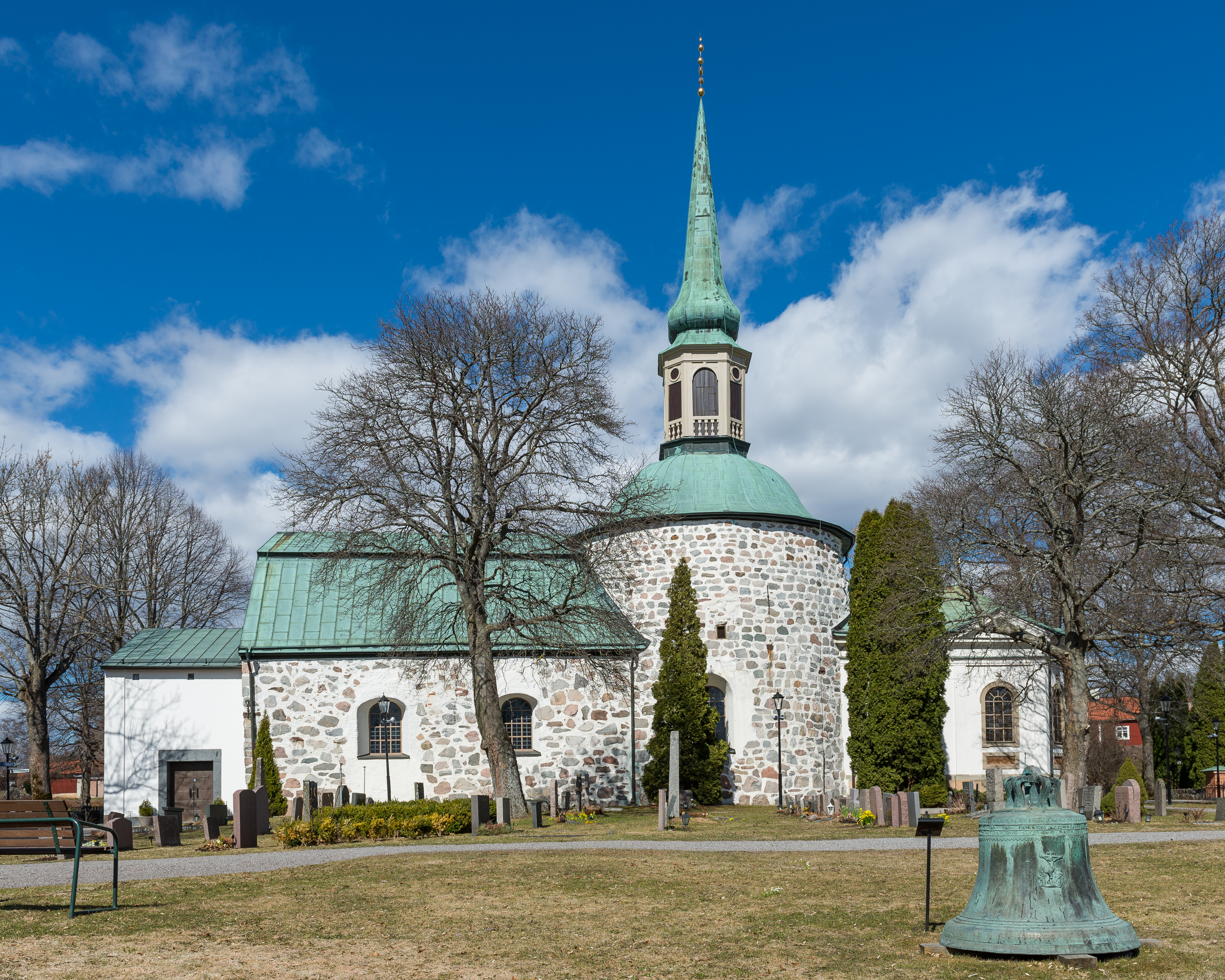
Bromma kyrka byggdes under 1100-talets andra hälft. Det är en rundkyrka, som räknas som en av Stockholms äldsta byggnader.

### Tidig historia
Från geologisk synpunkt är Bromma uppmärksammat bland annat för sina många ändmoräner, vilka undersökts av geologen Gerard De Geer.
När Stockholmstrakten blev isfri för ungefär 10 000 år sedan låg Bromma cirka 100–150 meter under havsytan. Landhöjningen reste först det bergiga södra Bromma (nuvarande Nockeby, Ålsten, Smedslätten, Äppelviken) upp ur havet och bildade en stor ö i utskärgården. Senare steg det mera låglänta norra Bromma ur havet och bildade en rik jordbruksbygd kring åren från Kristi födelse och fram emot vikingatiden.
En hel del arkeologiska fynd har gjorts i Bromma. Bland de äldsta är en holkyxa från bronsåldern, som har hittats i närheten av Kämpakumlet i Smedslätten.

### Vikinga- och medeltiden
Ännu under vikingatiden hade Bromma många vattendrag. Ett sund sträckte sig från nuvarande Ulvsundasjön över Lillsjön och Brommaplan till Judarn, och här låg de flesta av Brommas mera betydande byar och gårdar under vikingatiden och medeltiden, såsom Ulvsunda, Linta, Glia, Nora, Riksby och Nockeby. Bara en större gård låg i södra Bromma, nämligen Ålsten, som var Gustav Vasas kungsgård, han ägde markerna kring Ålstens gård. Under medeltiden ägdes de flesta gårdarna i Bromma av kyrkliga institutioner i Stockholm. Till exempel var Klara kloster en stor markägare. Så många invånare som under vikingatiden hade sannolikt inte Bromma förrän mot slutet av 1800-talet.

### Stormaktstiden

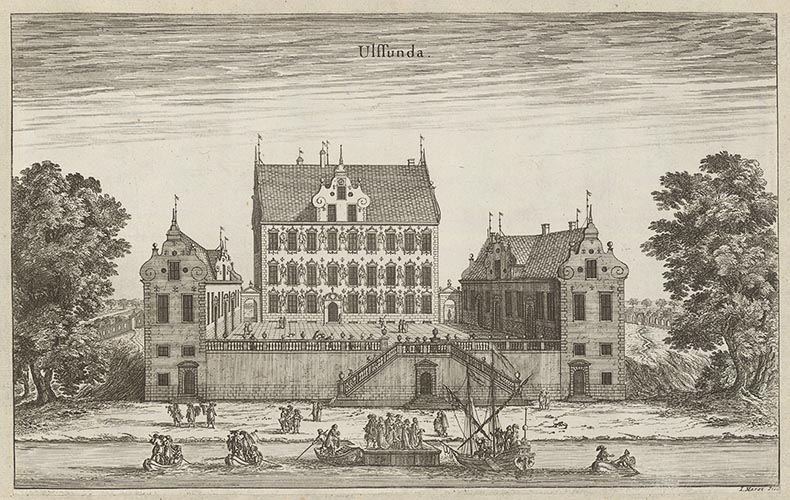
Ulvsunda slott i Suecia Antiqua et Hodierna, ca 1670.

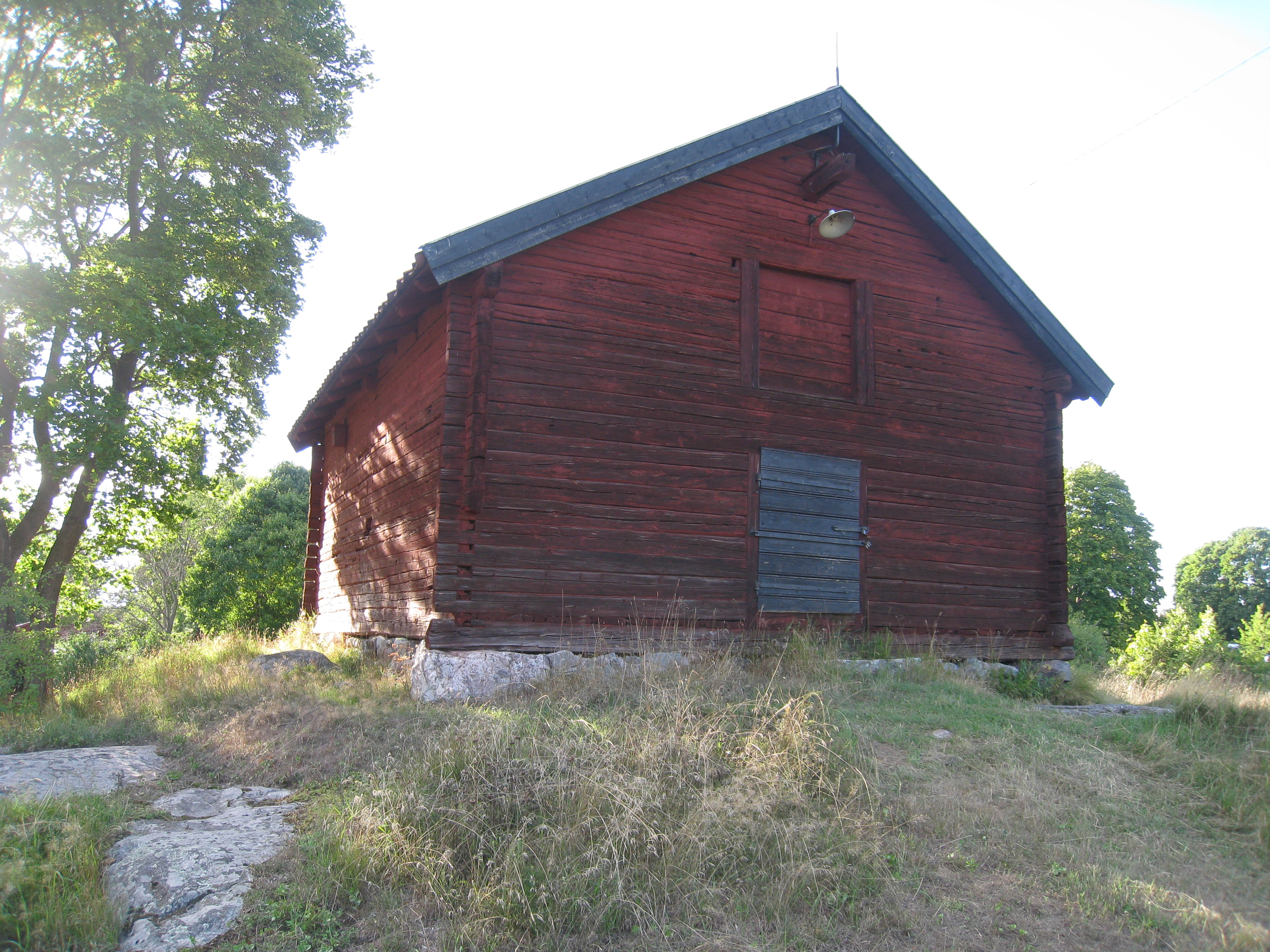
Fatburen vid Stora Ängby anses vara Stockholms äldsta träbyggnad och uppfördes på 1690-talet.

Under stormaktstiden koncentrerades markinnehavet till några få stora gods. Lennart Torstenson förvärvade Ulvsunda slott och Linta by. Under honom och hans efterföljare byggdes godset ut till att omfatta den östra halvan av Bromma.
Under Ulvsunda slott lydde inte mindre än trettio torp och stugor: Abrahamsbergs dragontorp (Ranhammars dragontorp), Nyby, Alviks krog, Alviken, Dorpt, Nytorp, Stenhammar, Långhagen, Glia, Kortenslunds båtsmanstorp, Mjölnarstugan, Norrby båtsmanstorp, Mossen, Nedre Smedslätten, Guldsmedstorpet (senare Traneberg), Tranebergs krog (Ulvsunda krog), Fiskarestugan, Grimstorp, Rifvan, Åkeslunds grindstuga (Wibergstun, Ulvsunda västra grindstuga), Asplund, Äppelviken, Barby, Lövåsen, Vidängen, Ulvsunda östra grindstuga, trädgårdsstugan, statarstuga, bränneri och Fårhagen.
Den medeltida gården Nockeby, som då låg norr om det nuvarande samhället Nockeby, förvärvades 1635 av riksmarskalken Åke Axelsson (Natt och Dag). På 1640-talet lät han bygga stenhuset och flyglarna och gav det namnet Åkeshof. Han inköpte även Ålstens gård och Stora Ängby och skapade därigenom ett gods som var praktiskt taget lika stort som Ulvsunda säteri och omfattade nästan hela västra Bromma. I norr fanns den stora självständiga bondgården Bällsta, som fanns kvar ända in på 1900-talet.
Stora Ängby slott nämns i skrift 1315. På 1600-talet omvandlades byn till säteri och på 1690-talet byggdes Stora Ängby, troligen för legationssekreterare Baltzar Brandenburg, adlad Ehrenstolpe. Ehrenstolpe köpte Stora Ängby gård av Johan Gabriel Stenbock. År 1765 köptes Stora Ängby av familjen Stierncrona, det var David Stierncrona (1715-1784), som var son till förre ägaren, friherre Gabriel Stierncrona (1669-1723) på Åkeshov, och som ägde gården till år 1857. Stora Ängby slott byggdes nära Bällstavägen, som var den enda vägen från Stockholm, som under lång tid ledde till Mälaren och färjeläget för överskeppning till Drottningholms slott, kungens sommarresidens. På höjden till höger om Stora Ängby slott ligger Fatburen vid Stora Ängby, en gammal förrådsbyggnad. Den uppfördes på 1690-talet, delvis av stockar från den medeltida byn från 1500-talet. Fatburen anses vara Stockholms äldsta träbyggnad.
I närheten av Stora Ängby slott fanns förr flera torp. Åtta torp och stugor hörde under Stora Ängby, nämligen: Solbaset, Frökendal (Torfstickan), Ladugårdskarlsstugan, Björklund (Sörtorp), Komötet, Nytorp (Mjölnarstugan i Södra Ängby), Tyska Botten och Pihlstugan.

### Gustaviansk tid

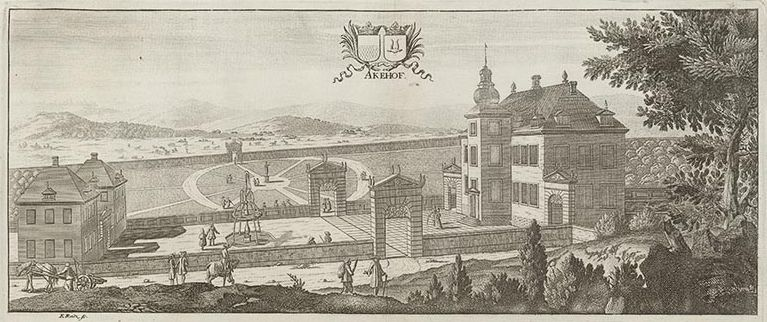
Nybyggda Åkeshovs slott i Suecia Antiqua et Hodierna, ca 1650.

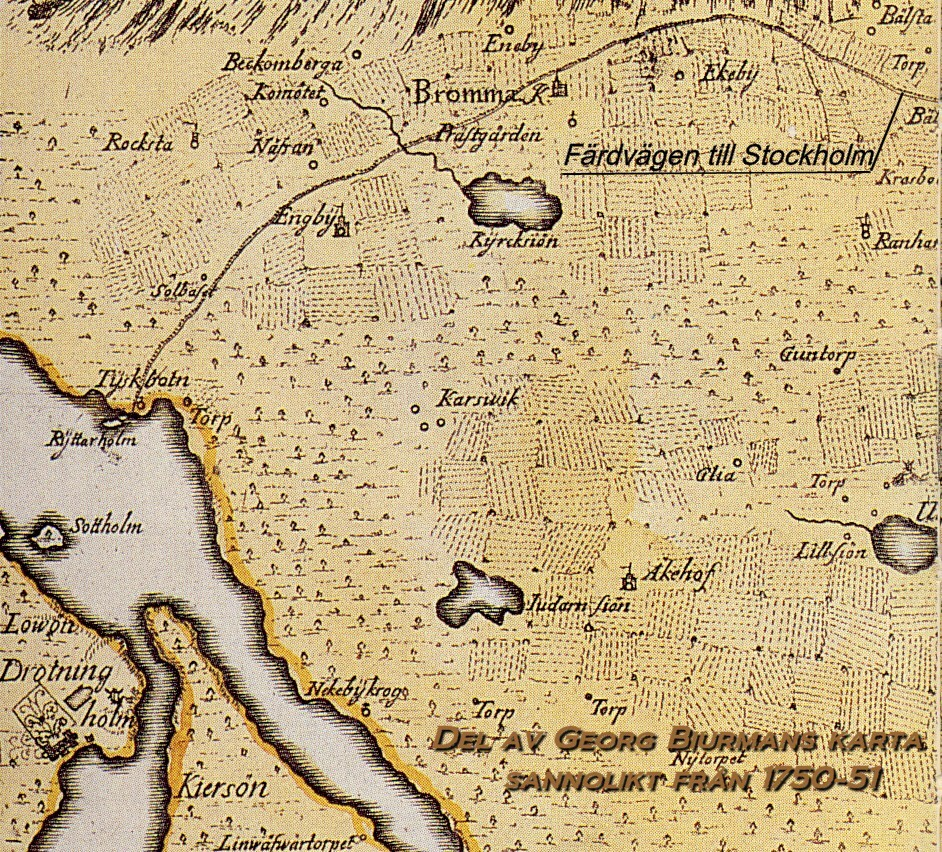
Den gamla färdvägen till Drottningholms slott gick via Solna socken, Bällstavägen och Blackebergsvägen till färjeläget vid Tyska botten. Karta från 1750-talet.

Åkeshovs egendomar utökades under 1700-talet med Ålstens gård i stadsdelen Ålsten och Beckomberga gård i nuvarande stadsdelen Beckomberga. När Åkeshovs säteri var som störst, omfattade det ungefär halva Bromma socken, den västra halvan. Åkeshovs slott har ända från tillkomsten varit ett av storgodsen i Stockholmstrakten. Under Åkeshov låg en gång 17 torp och stugor, nämligen: Färjkarlstorpet, Fiskartorpet, Bryggartorp (Humlegårdstorpet), Lugnet, Majsudden, Mjölnarestugan, Nockeby krog, Smedstugan, Åkeshovs grindstuga, två statarstugor, Räfsan, Olovslund, Katrinelund, Övre Smedslätten, Fredrikslund och Åkeslund.
Under den gustavianska tiden öppnades 1787 en ny och viktig väg igenom Bromma till Drottningholms slott. Därigenom slapp kung Gustav III att färdas den långa omvägen över Solna socken och Bällsta till Tyska botten för att därifrån färjas över till Lovön. De två broarna längs den nya vägen genom Bromma har byggts om flera gånger. Den senaste högbron vid Traneberg, byggd 1934, har år 2005 renoverats och breddats.
Mot slutet av 1700- och början av 1800-talet började de stora godsen fragmenteras. Rika stockholmare köpte mark till sommarnöjen och till att förse de egna hushållen med jordbruksprodukter. Så såldes till exempel Johannelund, Traneberg, Alviken, Smedslätten och Äppelviken omkring år 1900 från Ulvsundas ägor.

### Industrialismen
Brommas första industri var Ulvsunda Fabrique, Ulfsunda stengodsfabrik, som låg vid Ulvsundaviken i nuvarande Margretelund vid stranden öster om Ulvsunda slott, en porslinsfabrik, där man tillverkade eldfasta lerkärl och syltburkar samt fajanser, ett slags porslin av holländsk typ. En av ägarna till Ulvsunda slott, greve Eric Ruuth, som var ägare en kort tid åren 1790-1798, inledde en ny epok i traktens historia genom att starta keramik- och lerkärlsfabriken.

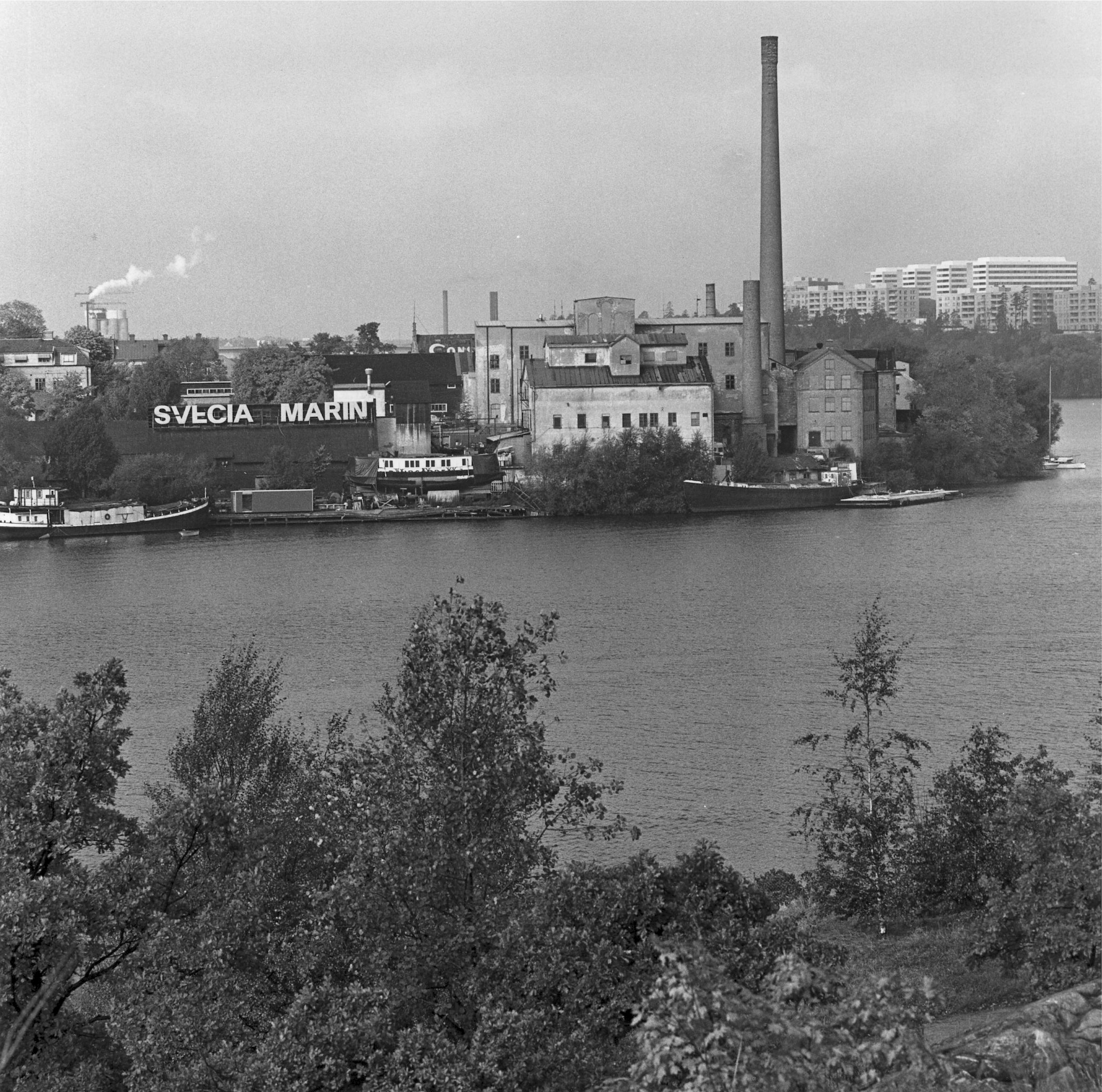
Före detta Stockholms Benmjölsfabrik i Traneberg, där det idag är bostadsområdet Minneberg. Vy över fabriksbyggnaden från öster. Foto från juli 1979. Ett år senare, den 7 november 1980, sprängdes den 70 m höga tegelskorstenen bort.

Industriepoken i Sandvik/Svartvik inleddes med buteljtillverkning vid Sandviks glasbruk i Traneberg, som tillverkade burkar och ölflaskor, tillverkningen startade 1860, men lades ner 1877. Det gamla glasbruket blev därefter karamellfabrik, men det brann ner 1879 och därpå startade man en rullgardinsfabrik, som snart måste stängas. Den mest kända fabriken bildades 1889, det var Stockholms Benmjölsfabriks AB i Sandvik i nuvarande Minneberg eller Sandviks limfabrik i Traneberg, som bedrev verksamhet här 1889-1965. Vid Sandviks limfabrik tillverkades benmjöl för bland annat djurfoder, tvättmedel och skumvätska för eldsläckning och där producerades lim, limduk, benfett, benolja, foderbenmjöl, hönsfoder, plastlim samt även tvättmedel under namnet Pärlglans. Sandviks och Svartviks ångbåtsbryggor anlöptes varje halvtimme under industriområdets storhetstid. År 1897 köptes Minneberg av Stockholms Benmjölsfabrik, där tillverkades lim och tvättmedel fram till 1968. En definitiv punkt sattes den 7 november 1980, då limfabrikens 70 m höga tegelstensskorsten sprängdes bort. AB Skandinaviska Trådgardinsfabriken i Svartvik grundades 1898, som sedermera blev Tangens Gardinfabriks AB, fabriken verkade åren 1896-1956.  

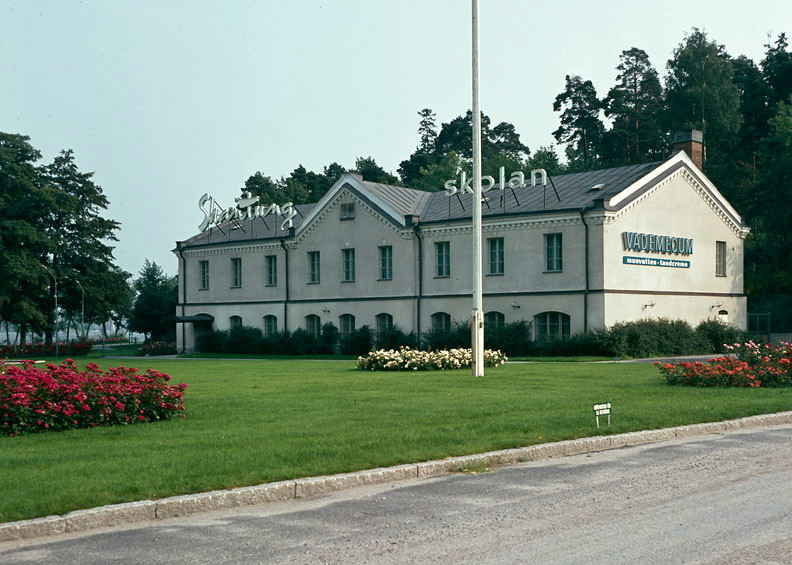
Skönhetsinstitutet Shantungskolan i Alvik låg i tunnbinderiets ombyggda hus under åren 1963-1978. Observera skylten på husgaveln med texten Vademecum munvatten och tandkräm.

I Alvik grundades 1864 Clara Stearinljusfabrik, Klara tekniska fabrik. Fabriken hade grundats 1843 av Lars Montén och John Johansson som landets andra stearinljusfabrik i Klara församling. Montén blev ensam ägare efter Johanssons död. Inför byggandet av Stockholms centralstation flyttades fabriken 1864 till egendomen Alvik i Bromma socken, men namnet behölls. År 1929 gick stearinljusfabriken samman med Barnängens Tekniska Fabrik, från 1930 känd som Barnängens Fabriker, ett kemiskt-tekniskt företag. Det är främst känt för sina tvålar, som började tillverkas 1868. Verksamheten hade i slutet av 1920-talet flyttats till en nybyggd modern fabrik i Alvik, dit även produktionen vid Liljeholmens Stearinfabriks AB flyttades. Barnängens Tekniska Fabriker AB med bland annat Vademecum klassiska tandkräm och munvatten tillverkades, började också sin historia i Alviks stearinfabrik. Tunnbinderiet tillverkade tunnor, smördrittlar och snusaskar. Bredvid Barnängens fabriker låg tunnbinderiet ända till 1936. Barnängen startade 1950 en skönhetsskola, Shantungskolan, med utbildning främst för folk i skönhetsmedelssektorn. 1962 invigdes den nya Shantungskolan i Alvik. Där undervisade man kvinnor i alla åldrar om modern skönhetsvård och man hade också särskilda kurser för vissa yrkeskategorier, såsom flygvärdinnor och mannekänger. I det gamla tunnbinderiets ombyggda hus vid nuvarande Gustavslundsvägen flyttade Shantungskolan in år 1963. Huset revs 1978.
I början av 1870-talet grundades Stärkelsefabriken vid Svartvik (Minneberg) i Sandviksområdet i Traneberg. Där framställde man stärkelse ur risgryn. På 1890-talet var Hattfabriken i Mariehäll Brommas största industri. Den största större fabriken, D. Forsells filthattfabrik, uppfördes 1884-1885. Fabrikör Fredrik Fors grundade 1887 Fredfors Fabriks AB i Mariehäll och som tillverkade läderremmar. 1903 tillkom skofabriken Andersson & Björck i samma kvarter. 1889 byggdes ett stort tegelbruk i Mariehäll. I Mariehäll fanns också Cigarrfabriken i Skandinavien, där man tillverkade snus och piptobak, och där Carl Bodin var innehavare 1890-1902. 
Under 1910-talet etablerade några industrier i Ulvsunda industriområde, bland annat Elektriska AB Volta, Johan Ohlssons Tekniska fabriker, som bland annat tillverkade karbolsyra, naftalin och tjärpapp. Utflyttningen till Ulvsunda skedde 1917 och takpappstillverkningen började 1917-1918. Johan Ohlsson utvecklade metoder att använda stenkolstjäran som bildades vid lysgastillverkningen. AB Stockholms Gummifabrik i Ulvsunda köptes 1917 upp av Nymanbolagen. Företaget Archimedes AB grundades 1907 av bröderna Carl Alrik Hult och Oscar Hult för exploatering av den av bröderna uppfunna Archimedesmotorn. De konstruerade 1912 världens första tvåcylindriga utombordsmotor. Företaget Archimedes, som flyttade in i lokalerna i Ulvsunda 1907, var känt för sin vidareutveckling av utombordsmotorn. Bolaget köptes 1941 upp av Electrolux och verksamheten lades ner 1967. Den gamla fabriksbyggnaden finns ännu kvar och ligger i korsningen Archimedesvägen/Gårdsfogdevägen.

### Modern historia

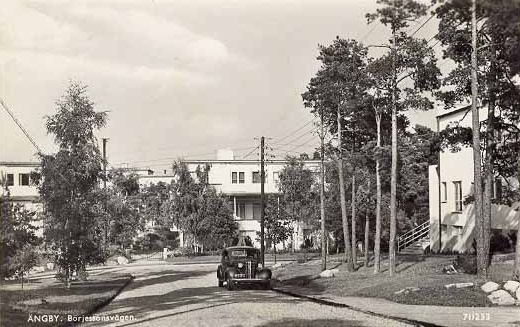
Nybyggt Södra Ängby, 1930-tal

I början av 1900-talet köpte Stockholms stad de stora brommagodsen, och började bygga trädgårdsstäder från Äppelviken 1913 ut mot Nockeby. Spårvagnslinje nummer tolv följde med byggnationen. Redan tidigare (omkring 1905) hade på privat initiativ delar av Ulvsunda och områden omkring Bromma kyrka bebyggts med villor och ändå tidigare hade Mariehäll, det vill säga östra delen av Bällsta, blivit ett industri- och bostadsområde av till stor del mycket dålig kvalité.
Viktiga händelser under 1800- och 1900-talen:
- 1863 inrättades Sveriges kommuner och i Bromma socken bildades Bromma landskommun.
- På 1880-talet började Brommas äldsta villaområde att bebyggas, då man avstyckade markerna från Mariehälls gård.
- 1888 bröts Sundbybergs köping ut ur Bromma socken/landskommun.
- På 1910-, 1920- och 1930-talen byggdes Gamla Bromma trädgårdsstad.
- Bromma kommun uppgick i Stockholms stad 1916.
- Västerledskyrkan invigdes 1932 och blev församlingskyrka i den nybildade Västerleds församling, som avskildes från Bromma 1955 samtidigt som Essinge församling bröts ut.
- År 1936 invigdes Bromma flygfält.

## Kända personer
Se vidare: Kategori:Brommabor
Bromma är eller har varit hembygd för en rad kända personer. Sveriges statsminister mellan 1932 och 1946, Per Albin Hansson bodde i ett radhus på Ålstensgatan i Ålsten. Författarna Eyvind Johnson och Alf Henrikson bodde båda i Södra Ängby på 1930-talet, Henrikson kom att stanna livet ut. Makarna Myrdal och arkitekten Sven Markelius lät uppföra stora funktionalistiska villor i trädgårdsstaden.

## Kommunikationer
Bromma ligger längs Stockholms tunnelbana, där stationerna är Alvik, Stora Mossen, Abrahamsberg, Brommaplan, Åkeshov, Ängbyplan, Islandstorget och Blackeberg.
En del av Bromma trädgårdsstad betjänas sedan utbyggnadens start på 1920-talet av Nockebybanan. Bromma är även känt för sin flygplats, Stockholm-Bromma flygplats, med IATA-koden BMA.

## Skolor
Brommas skolhistoria började vid 1600-talets slut. Bromma kyrkskola, Riksby skola och Alviks skola är några av de äldsta skolorna i Bromma. Till Brommas grund- och gymnasieskolor hör:
- Alviksskolan (förskoleklass och grundskola med årskurserna 1–9)
- Abrahamsbergsskolan (förskoleklass och grundskola med årskurserna 1–9)
  - Olovslundsskolan (förskoleklass och grundskola med årskurserna 1–6)
  - Nockebyhovsskolan (förskoleklass och grundskola med årskurserna 1–3)
- Beckombergaskolan (tidigare Söderbergaskolan) (förskola, grundskola med årskurserna 1-6)
- Blackebergs gymnasium (gymnasieskola)
- Bromma Enskilda Skola (tidigare Bromma Montessoriskola) (förskoleklass och grundskola med årskurserna 1–5, montessoripedagogik)
- Bromma gymnasium (gymnasieskola)
- Höglandsskolan (grundskola med årskurserna F–9)
- Kristofferskolan (förskoleklass, grundskola med årskurserna 1–9 och gymnasieskola, waldorfpedagogik)
- Mariehällsskolan (förskoleklass, grundskola med årskurserna 1-4)
- Norra Ängby skola (förskoleklass och grundskola med årskurserna 1–5)
  - Bromma kyrkskola (grundskola med årskurserna 1–2)
- Nya Elementar (förskoleklass och grundskola med årskurserna 1–9)
- Raoul Wallenbergskolan Bromma (förskoleklass och grundskola med årskurserna 1–9)
- Södra Ängby skola (förskoleklass och grundskola med årskurserna 1–9)
- Äppelviksskolan (grundskola med årskurserna 6–9)
  - Smedslättsskolan (förskoleklass och grundskola med årskurserna 1–5)
  - Ålstensskolan (förskoleklass och grundskola med årskurserna 1–5)

## Bildgalleri

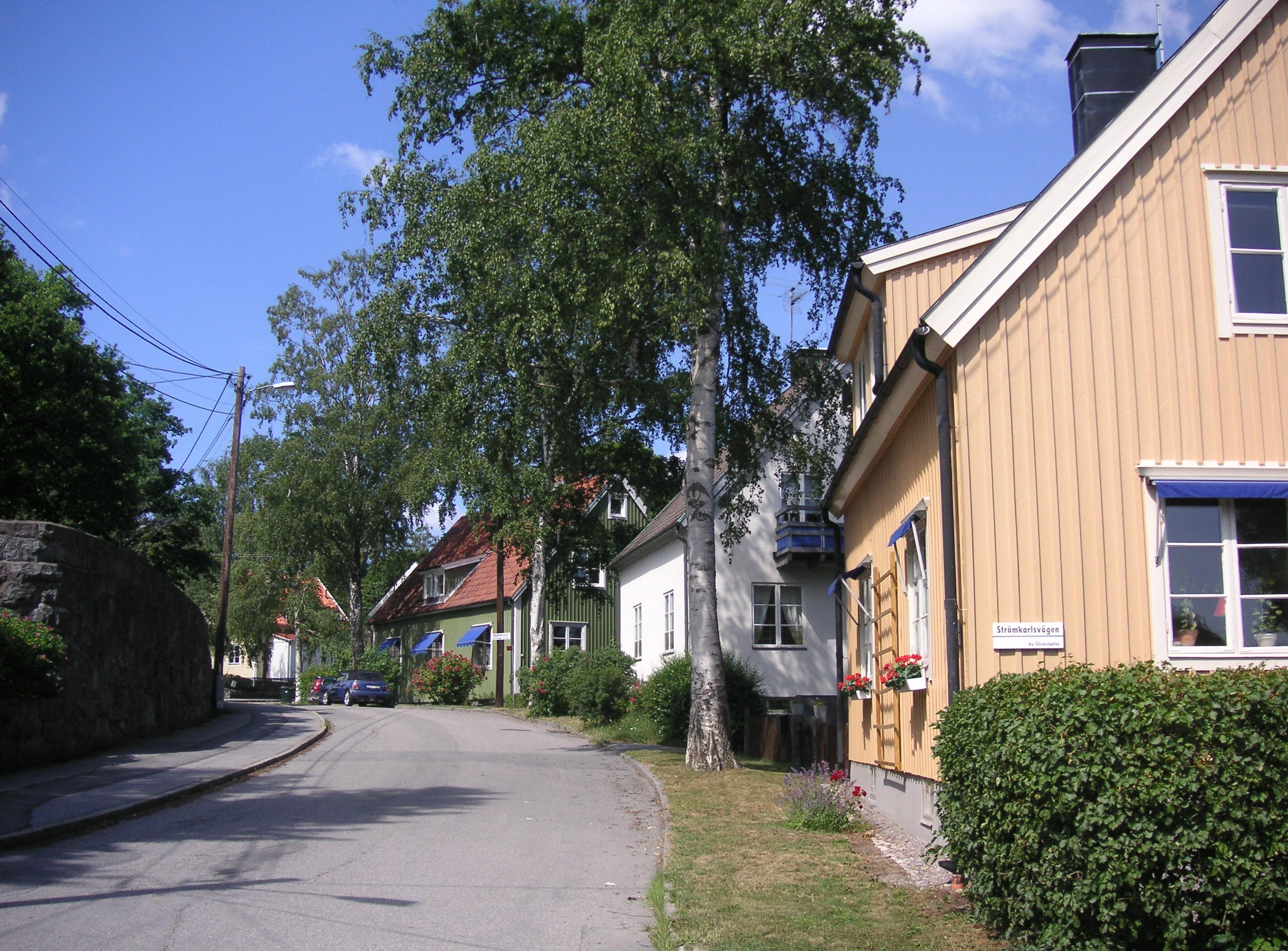
1920-talsvillor i Smedslätten
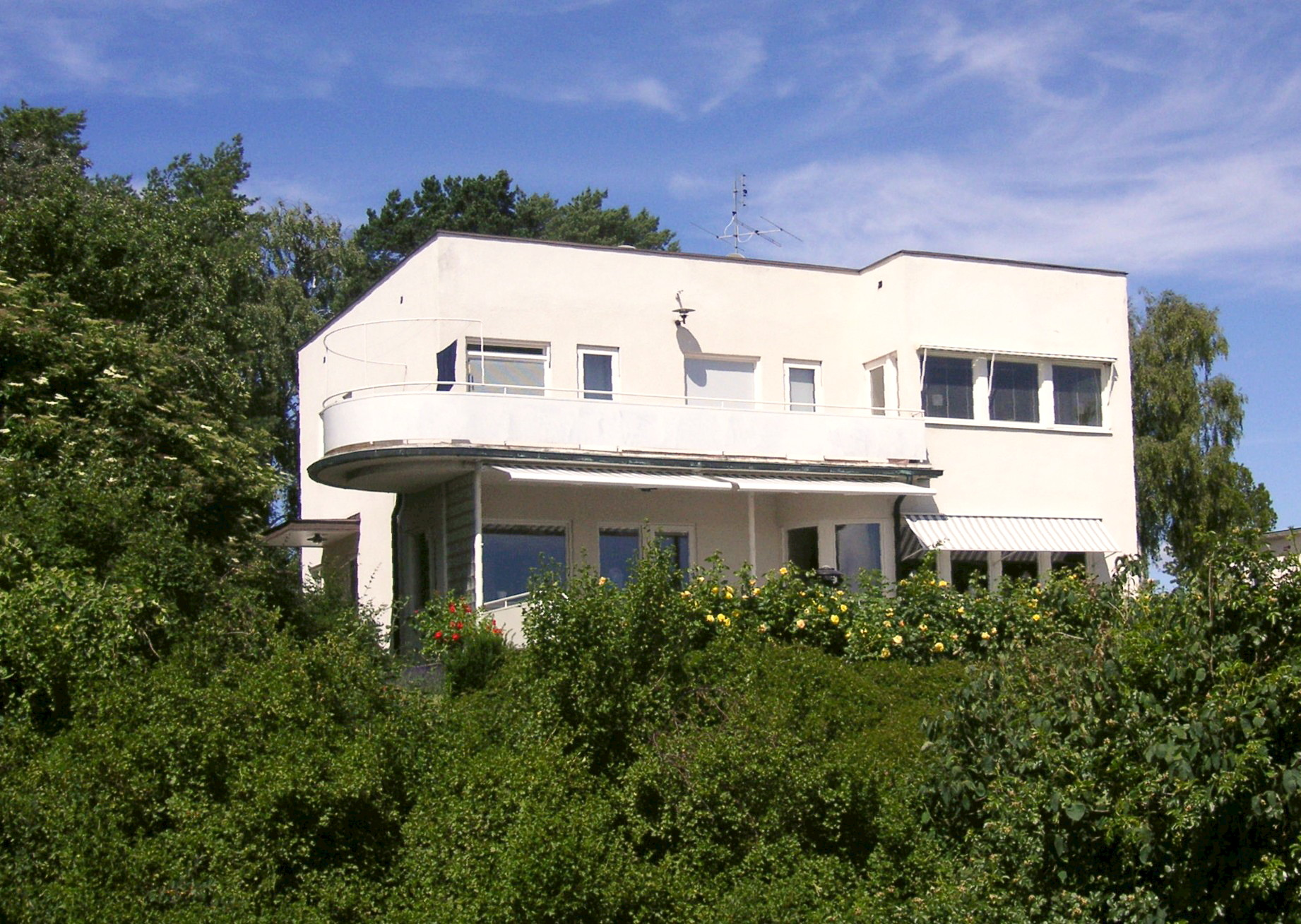
Funktionalistiskt hus i Södra Ängby
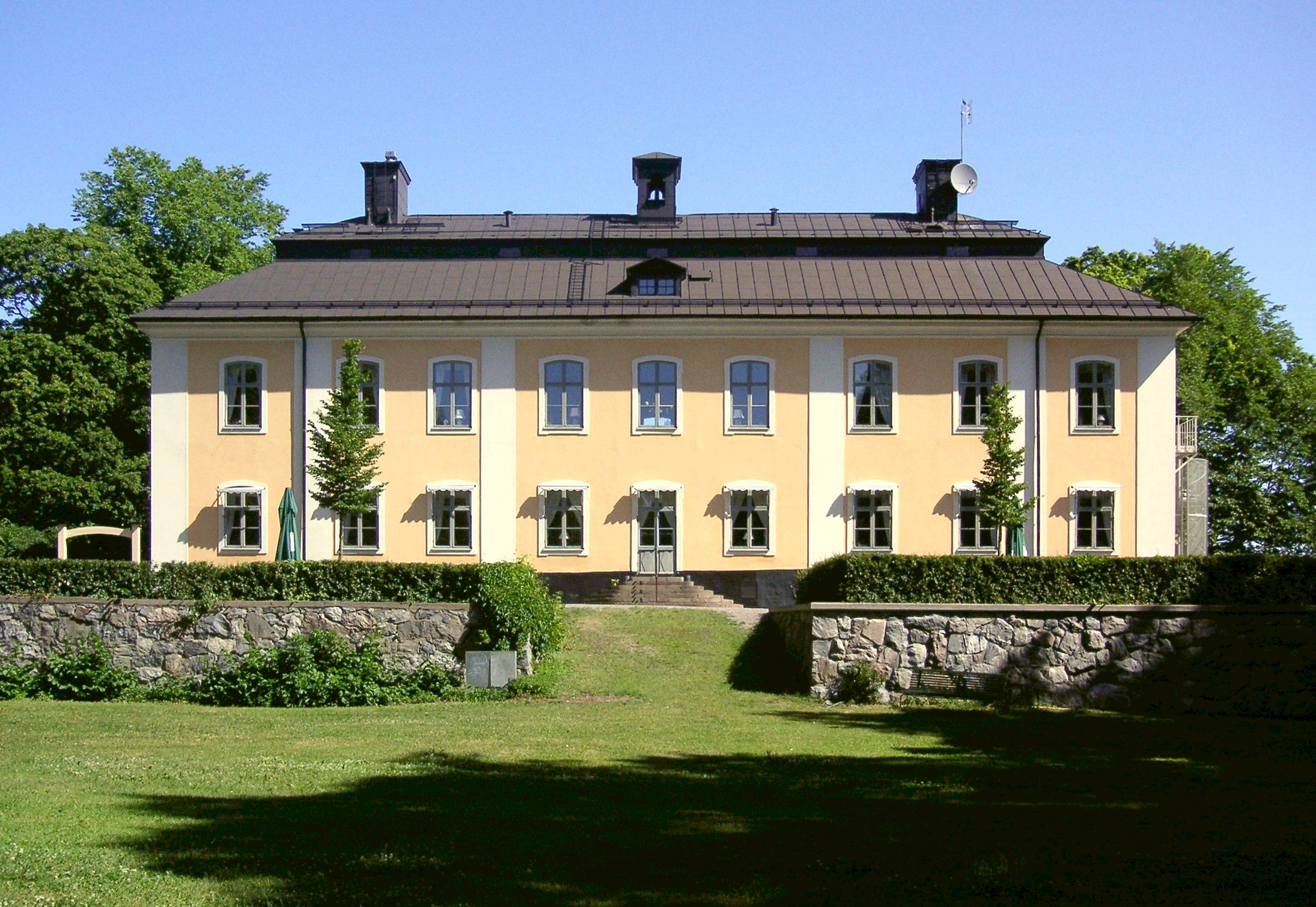
Åkeshovs slott
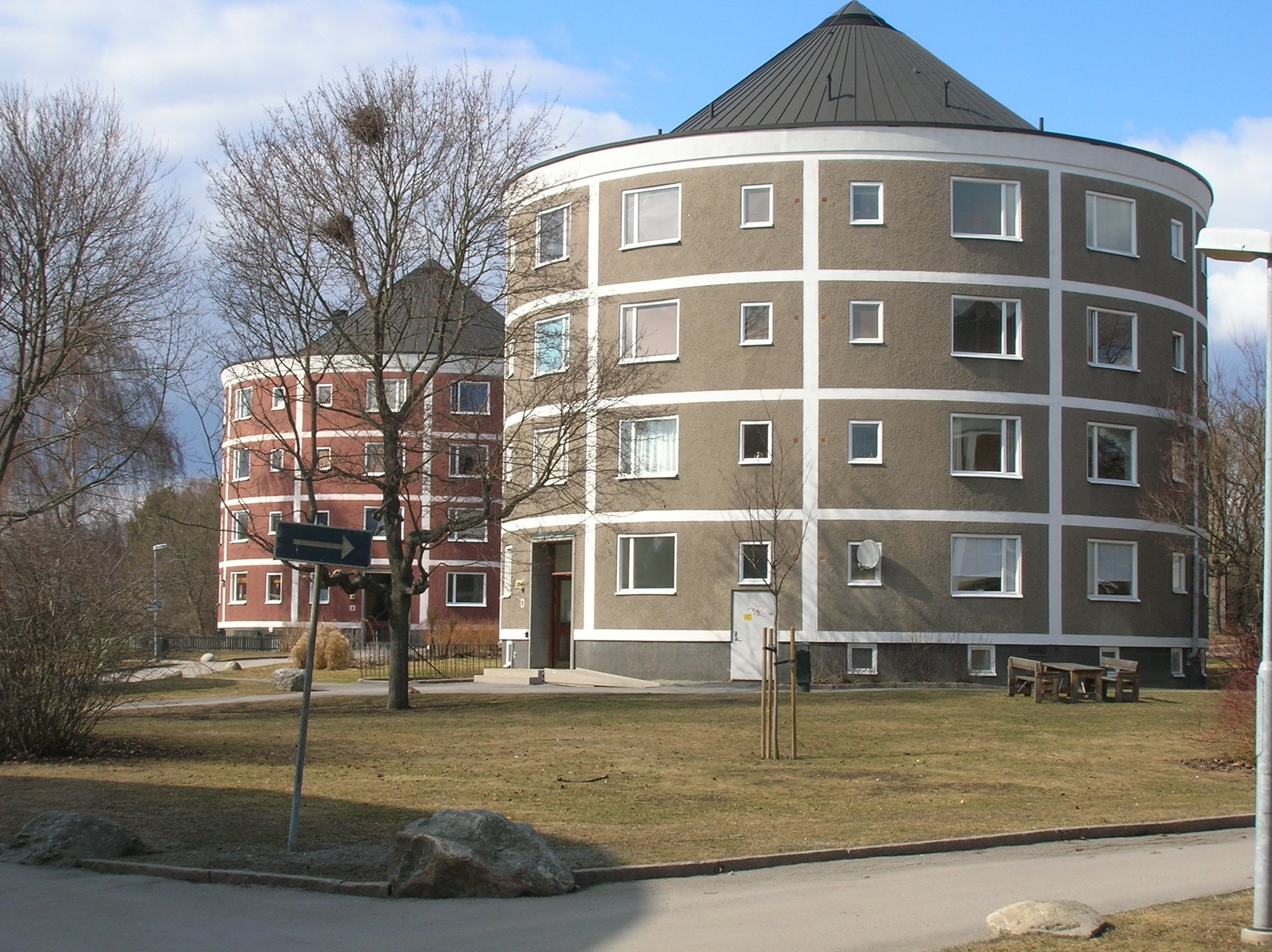
Cylinderformade hus i Beckomberga
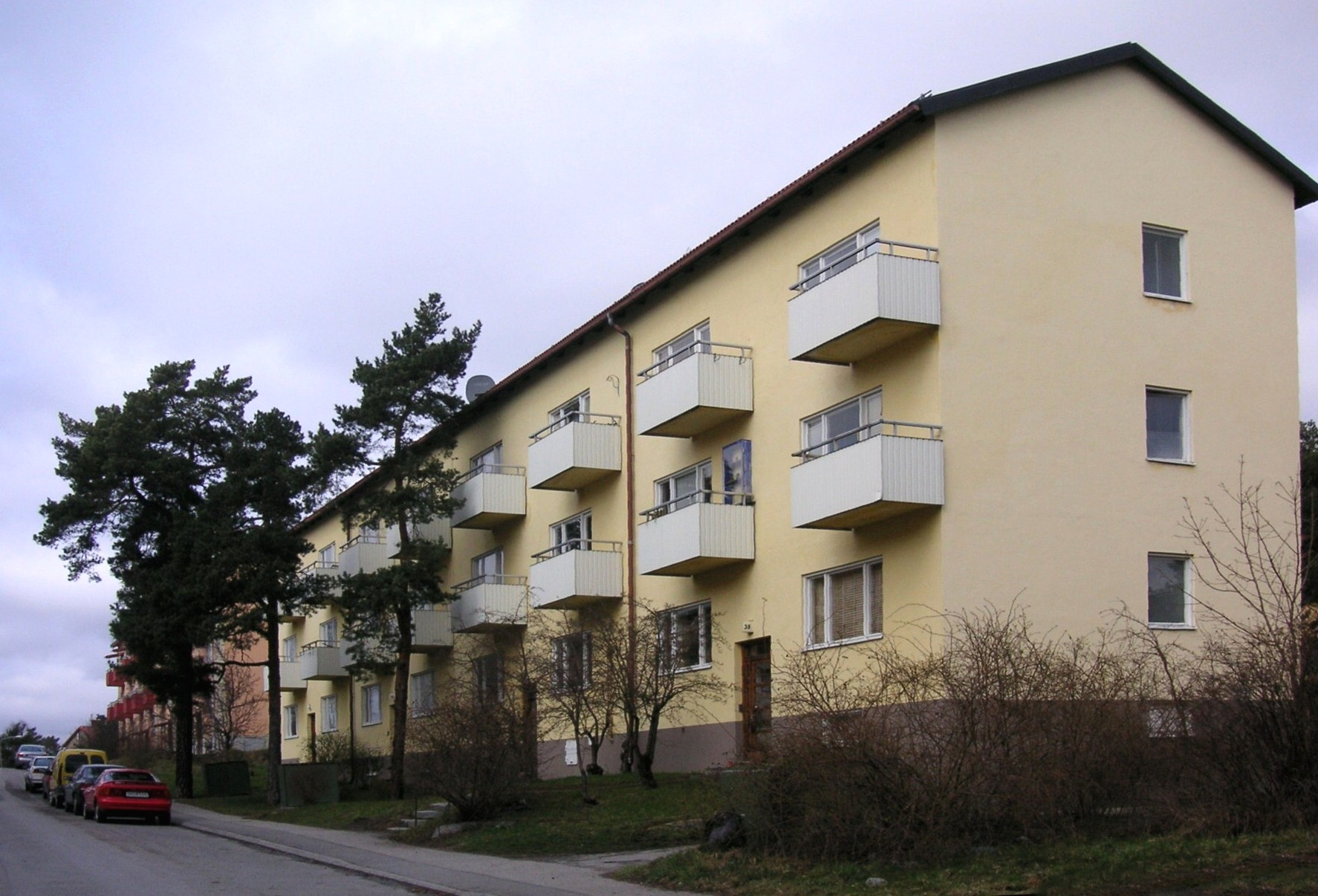
Smalhus i Traneberg

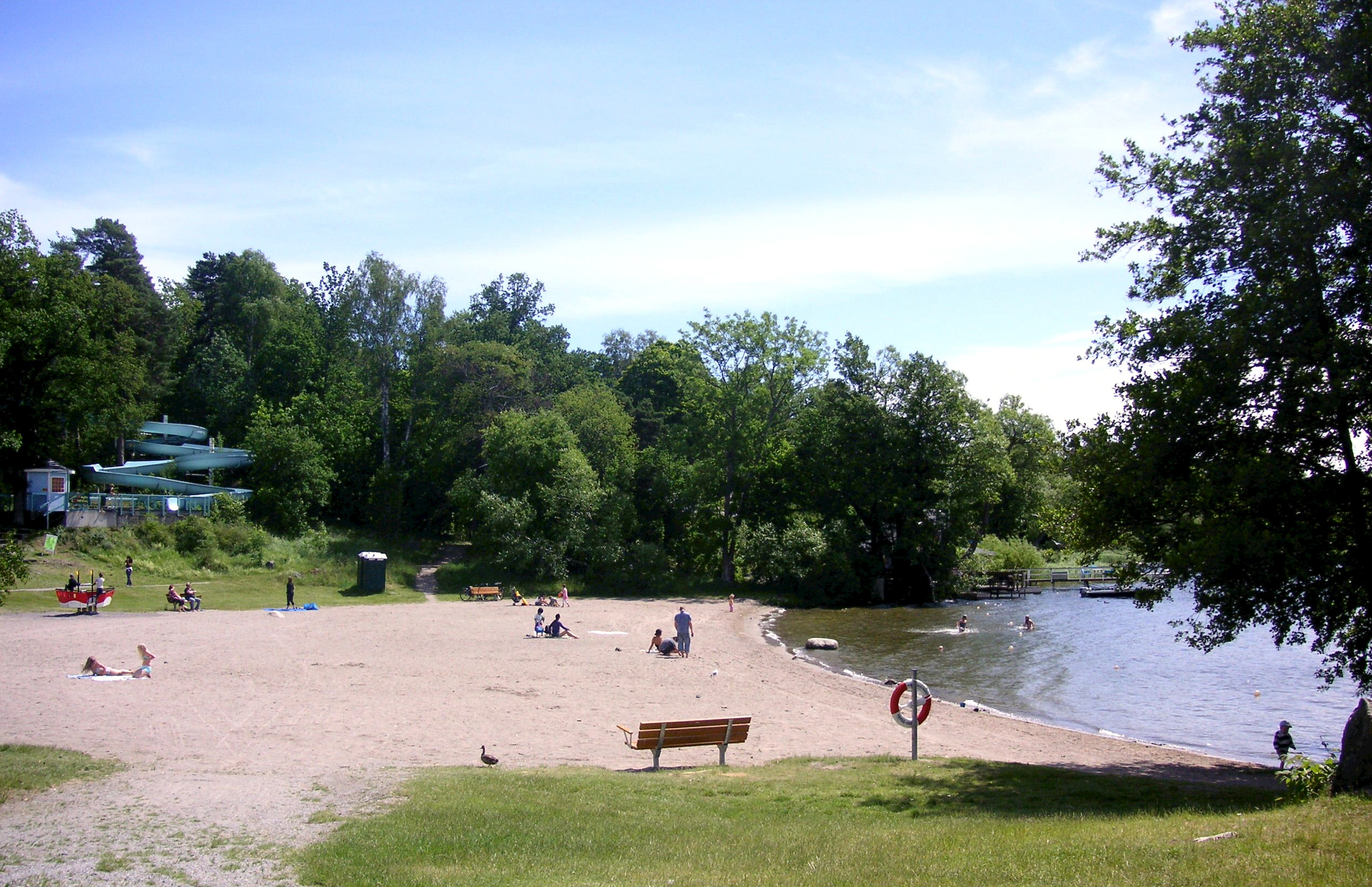
Ängbybadets sandstrand
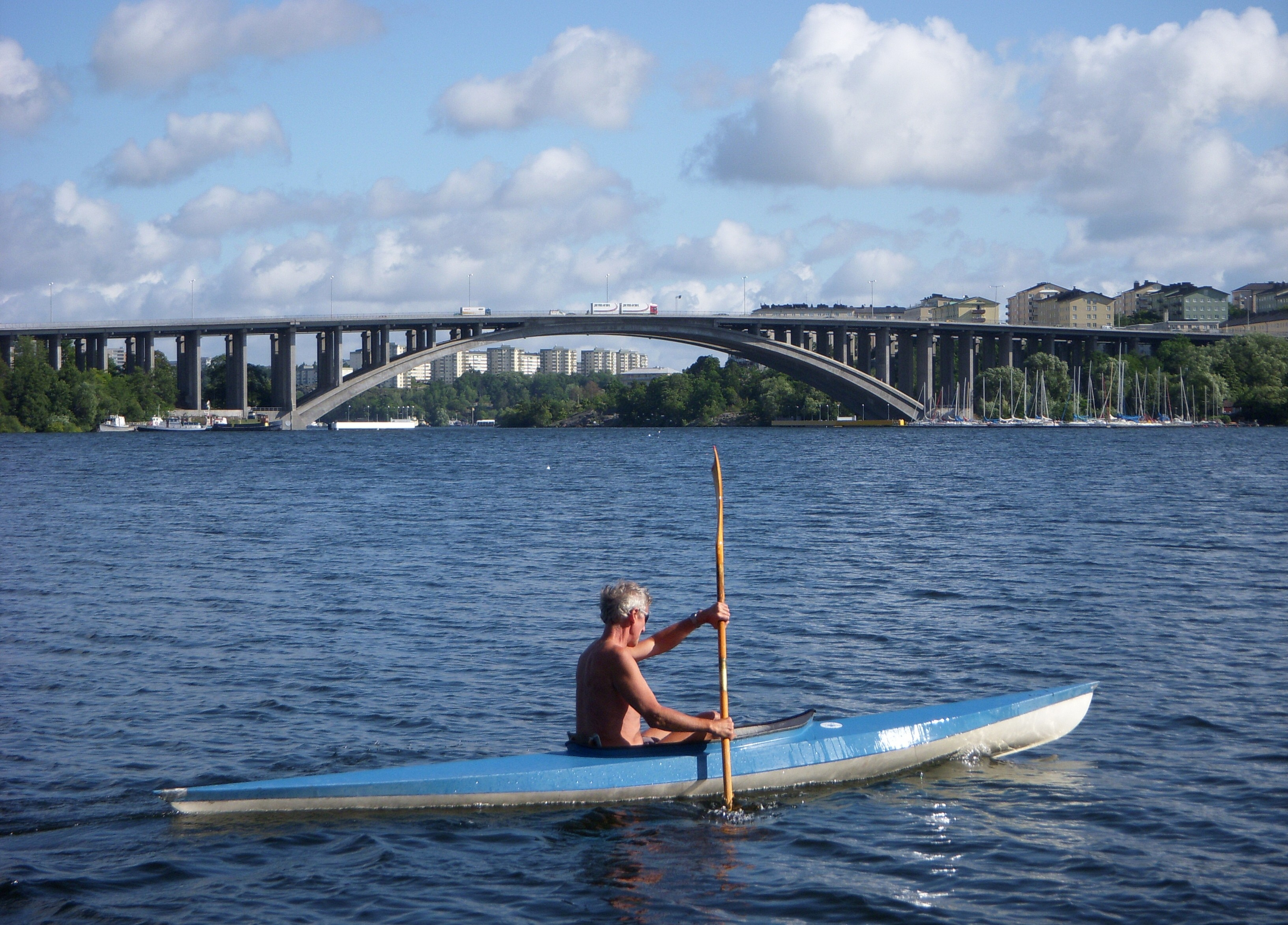
Tranebergsbron förbinder med Kungsholmen
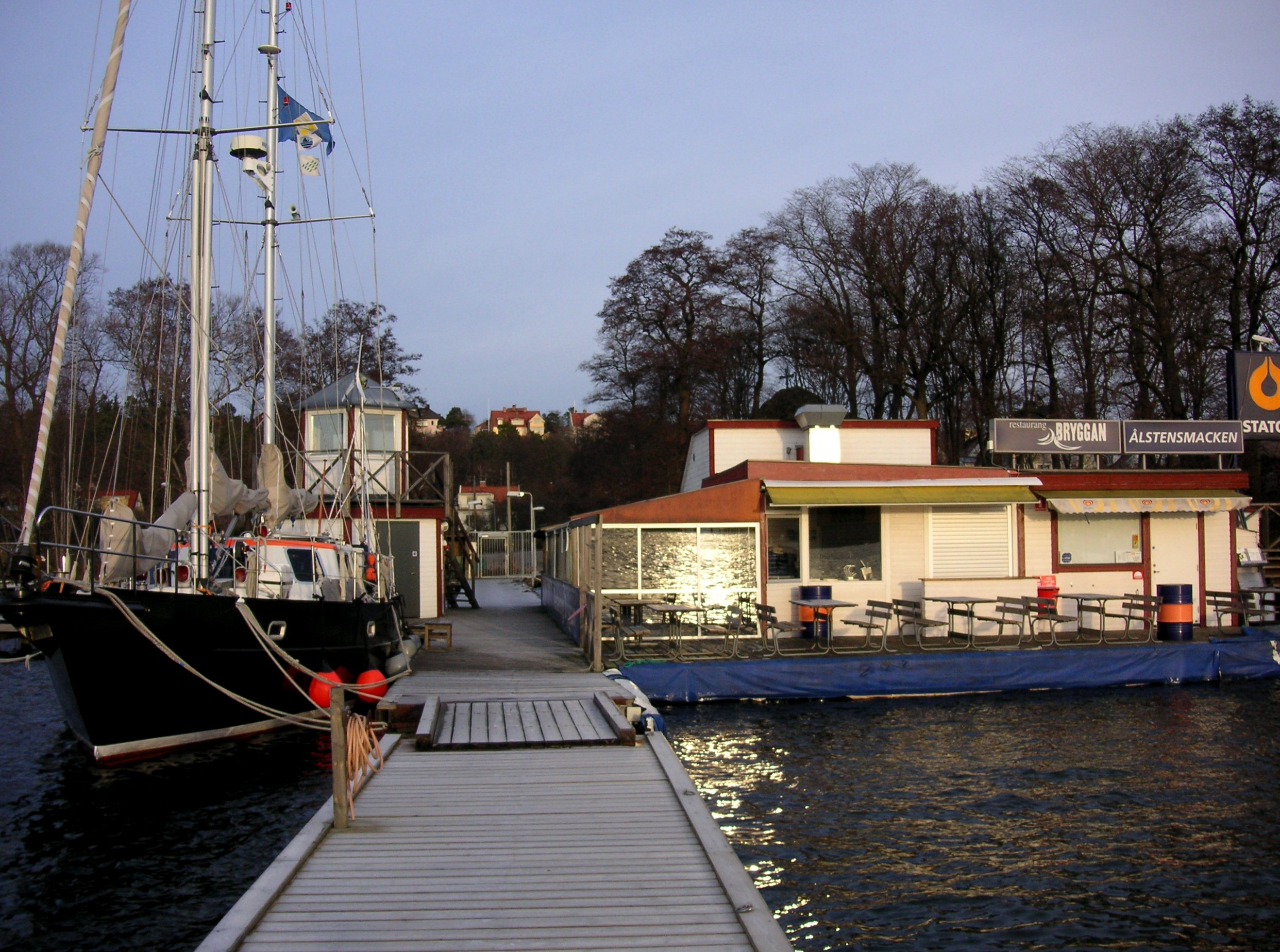
Ålstens båtklubb
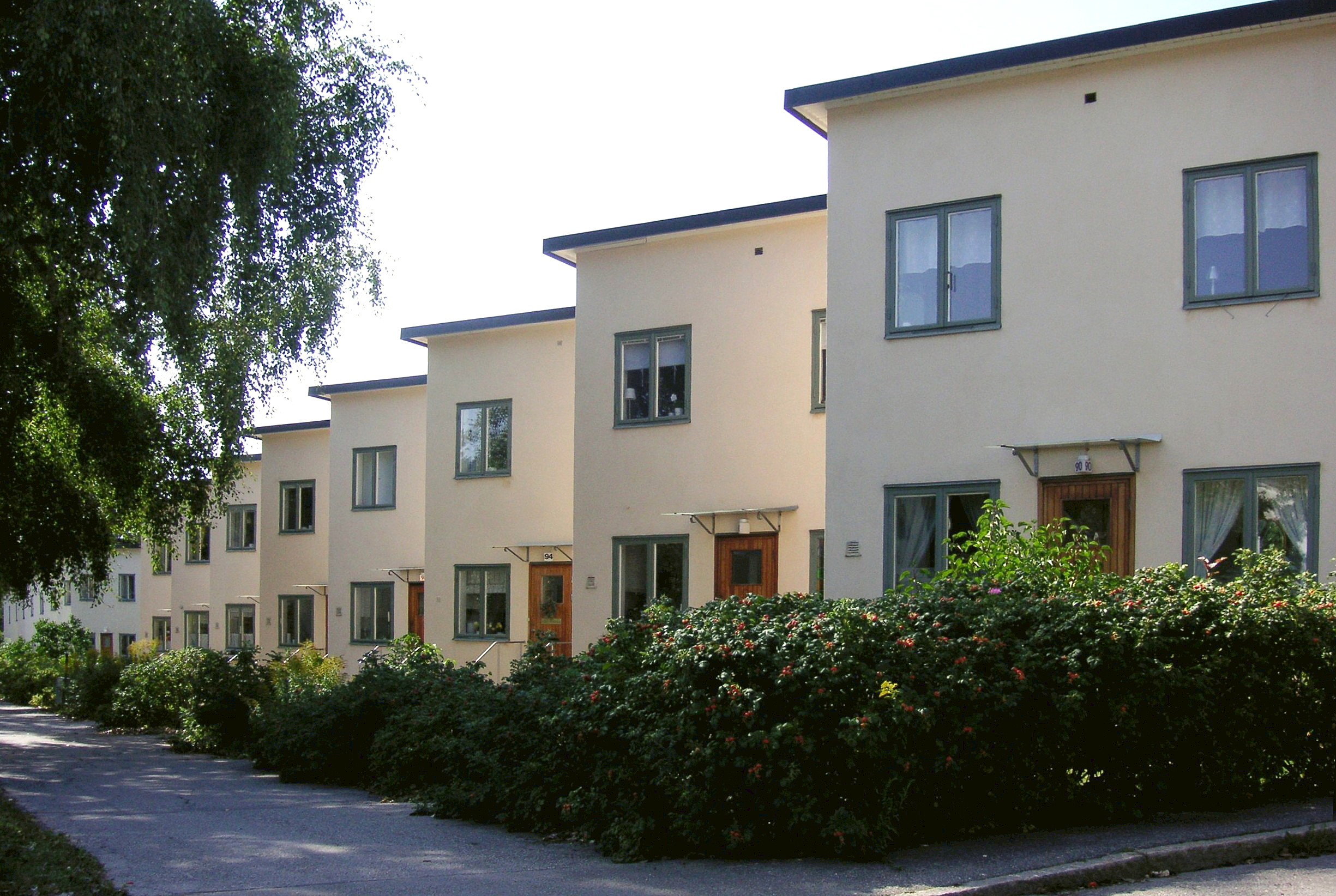
Ålstensgatan
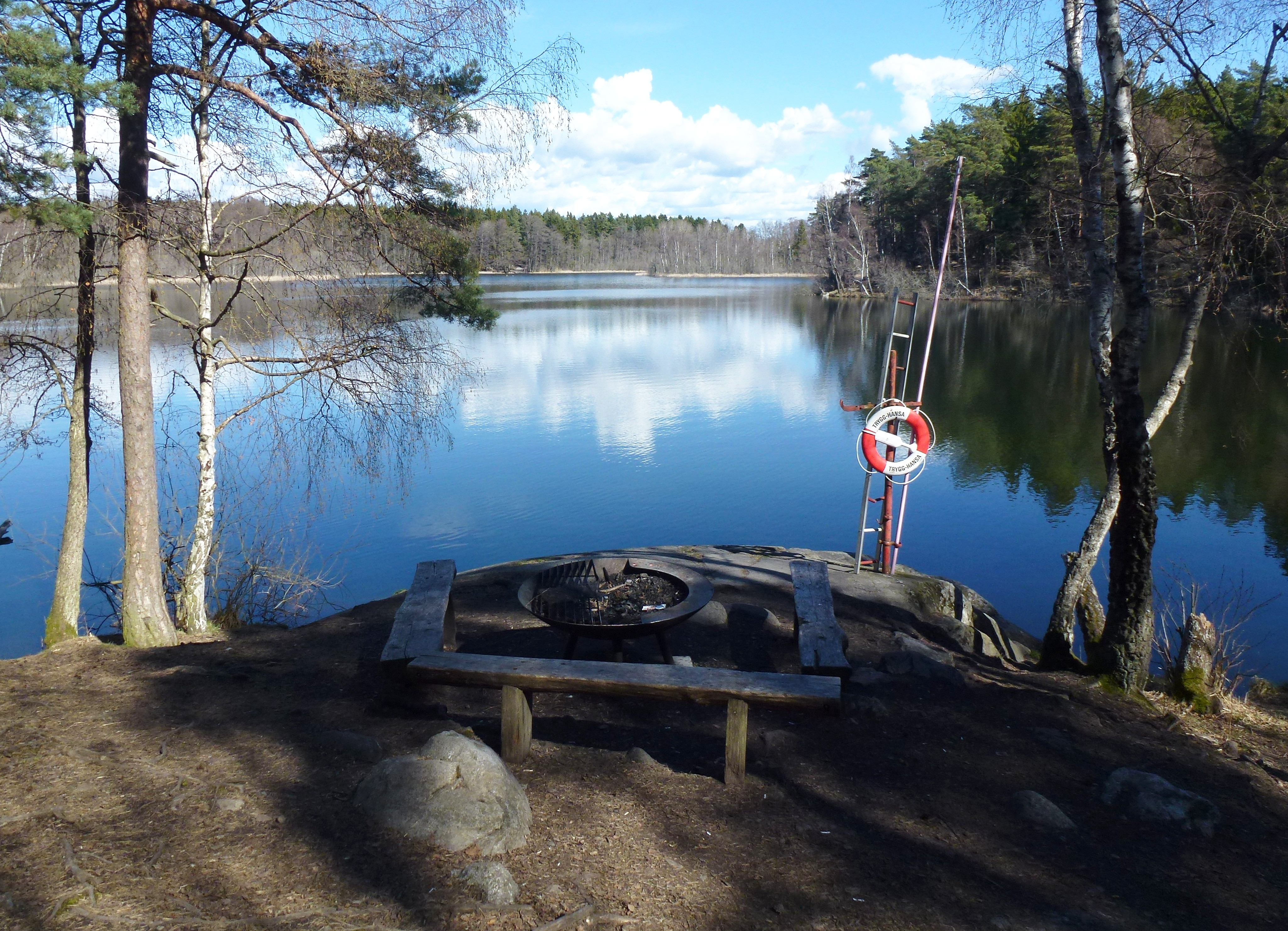
Judarskogens naturreservat